# Ethel Lackie
Ethel Minnie Lackie, później Watkins (ur. 10 lutego 1907 w Chicago, zm. 15 grudnia 1979 w Newbury Park) – amerykańska pływaczka, specjalizująca się w stylu dowolnym, dwukrotna złota medalistka olimpijska.
Ethel Lackie brała udział w Letnich Igrzyskach Olimpijskich 1924 w Paryżu. Zawody w 1924 były jej jedynymi igrzyskami olimpijskimi. Uczestniczyła w dwóch konkurencjach: 100 m stylem dowolnym oraz 4 × 100 m stylem dowolnym (z Euphrasią Donnelly, Gertrude Ederle i Mariechen Wehselau. W obu konkurencjach zdobyła złoty medal.
W 1969 roku została przyjęta do International Swimming Hall of Fame.